# Konrad Steinhausen
Konrad Steinhausen (* 19. Oktober 1906 in Köln; † 20. Juni 1964 in Brinkum) war ein deutscher Politiker (SPD).
Steinhausen trat 1920 der SPD bei. Er war von Beruf Instrumentenmacher und gehörte ab 1924 der Gewerkschaft an. Bis 1933 war er ehrenamtlich in der SPD und in der Gewerkschaft tätig. Ein Jahr nachdem die Nationalsozialisten an die Macht kamen, emigrierte er ins Ausland. Nach dem Zweiten Weltkrieg kehrte er 1945 zurück und war vorerst als landwirtschaftlicher Arbeiter tätig. Ab 1949 arbeitete Steinhausen als Angestellter und auch als Sekretär der Gewerkschaft in Bremen. Ab 1946 war er auf kommunalpolitischer Ebene tätig. Unter anderem war er 1948 Mitglied des Kreistages in Syke. Ab 1950 war er Unterbezirksvorsitzender der SPD. Im Jahr 1955 wurde er in den Niedersächsischen Landtag gewählt, dem er bis zu seinem Tode angehörte. Seit 1957 amtierte er als Bürgermeister der Gemeinde Brinkum.